# Taraxacum perfissum
Taraxacum perfissum — вид квіткових рослин з родини айстрових (Asteraceae). Вид зростає в Європі: Австрія, Франція, Німеччина, Італія, Польща, Швейцарія; це багаторічна рослина помірних біомів.

## Опис
Листки сіруваті, вкриті численними густими волосками. Зовнішні приквітки до 9 мм завдовжки. Світло-коричневі сім'янки 4 мм; папус брудно-білий. 